# 조병길
조병길(趙柄吉, 1959년 8월 15일~)은 대한민국의 정치인이다. 제9대 사상구청장이다.

## 학력
- 왜관국민학교 (졸업)
- 부산진중학교 (졸업)
- 동래공업고등학교 (졸업)
- 부산개방대학 (건축공학 / 학사)

## 경력
- 1979.06: 부산시 공무원 임용(9급)
- 부산시청 투자담당관실, 기획담당관실 근무
- 사상구청 기획감사실장
- 사상구의회 사무국장
- 2017.12: 명예퇴직(지방부이사관)
- 2018.07 ~ 2022.06: 제8대 사상구의회 의원
  - 제8대 사상구의회 전반기 기획행정위원장
  - 2020.07 ~ 2022.06: 제8대 사상구의회 후반기 의장
- 2018.07 ~ : 민주평화통일자문회의 자문위원
- 2018.07 ~ 2020.06: 사상구구보편집위원회 위원
- 2018.09 ~ 2020.09: 사상구도시계획위원회 위원
- 2018.11 ~ 2020.10: 사상구재정계획심의위원회 위원
- 2020.07: 부산광역시 구군의장협의회 감사
- 2021.03 ~ 2021.04: 국민의힘 부산시당 4.7 부산시장 보궐선거 부산선거대책위원회의회지원위원회 부위원장 겸 사상구조직본부장 겸 을지역유세단장
- 2022.01 ~ : 부산광역시 행정동우회 부회장
- 2022.02 ~ 2022.03: 국민의힘 제20대 대통령선거 사상구총괄선거대책본부장
- 2022.07 ~ : 제9대 민선 8기 부산광역시 사상구청장

## 역대 선거 결과
|  | 47.10% |

|  | 62.96% |

| 전임 김대근 (권한대행)여운철 | 제9대 부산광역시 사상구청장 2022년 7월 1일~ |  |